# زخم بستر

زخم بستر مرحلهٔ چهار

زَخم بَستر (به انگلیسی: Bedsore)، به آسیب بافت بدن (شامل پوست حقیقی، روپوست و ماهیچه) در اثر ایجاد فشار یا فشار همراه با خراشیدگی و سایش درازمدت بر یک یا چند نقطه از بدن، گفته می‌شود. خوابیدن طولانی‌مدت در یک وضعیت ثابت، سائیدگی در صندلی یا بستر، استفاده از لگن بیمار نامناسب یا کشیدگی با ملحفه می‌تواند به بخشی از پوست یا بافت بدن آسیب بزند.
زخم بستر به علت فشار طولانی مدت و تمرکز آن در یک یا چند نقطه بر روی پوست و بافت اطراف آن ایجاد می‌شود و معمولاً در اثر نوعی اصطکاک یا برش در پوست تشدید پیدا کرده و نمایان می‌شود. احتمال بروز زخم بستر در بیمارانی که به هر علتی از جمله عوارض سالمندی، به مدت طولانی بستری بودن و در صندلی چرخدار قرار دارند به شدت افزایش می‌یابد. زخم‌ها، ناشی از فشار و خراش است و در نقطه ای که بافت‌های نرم داخلی بدن بین استخوان و پوست به دام افتاده‌اند به‌وجود آمده و علت آن فشار استخوان‌ها بر رگ‌ها و مویرگ‌های خون رسان به بافت‌ها و پوست است. در اثر این فشار، جریان خون محدود شده و سبب آسیب رساندن به سلول‌های پوست و بافت‌های بدن و گاهی مرگ آن‌ها می‌شود. زخم بستر معمولاً در پوست اطراف نقاطی از بدن چون دنبالچه، استخوان خاجی، پاشنه‌ها و ران ظاهر می‌شود اما در پوست نقاطی مثل شانه، آرنج و زانو نیز مشاهده می‌شود.
تحقیقات نشان داده‌است که ایجاد زخم بستر در بیمارستان‌ها به علت فقر مراقبت‌های پزشکی و پرستاری است، به طوری که بسیاری از محققان معتقد هستند در صورتی که یک بیمار در بیمارستان دچار زخم بستر شود قطعاً ناشی از ضعف مراقبت پزشکی است. البته تحقیقات نشان می‌دهد که علت اصلی بروز زخم بستر در بیمارستان‌ها، عدم حساسیت یا کمبود آموزش در بخش پرستاری نیست، بلکه کمبود پرسنل و پرستاران و تجهیزات نوین پزشکی و دیگر مراقبت‌های بیمار و مسائل اداری، علت بروز زخم بستر بیمارستانی هستند. عدم شناخت صحیح و درمان زخم‌ها، ممکن است در بسیاری از موارد بر اثر سهل‌انگاری باشد.
بیماران بستری‌شده یا در حال کما و افراد فلج‌شده یا متحرک با صندلی چرخ‌دار از افراد در معرض خطر ابتلا به زخم بستر هستند.
زخم بستر، اغلب در بخش‌های استخوانی بدن ایجاد می‌شود زیرا در این قسمت‌ها فشار بیشتری بر پوست وارد می‌شود و چربی کمتری برای محافظت از این ناحیه وجود دارد.

## مراحلِ پیدایش
مرحله اول. رنگِ پوست قرمز می‌شود و با فشار آوردن روی آن نقطه، رنگ آن تغییر نمی‌کند.
مرحله دوم. قسمت‌هایی از سطحِ پوست از بین می‌رود، چیزی شبیه تاول.
مرحله سوم. از بین رفتنِ تمامی بافت‌های پوست، در این مرحله، زخم، باز است.
مرحله چهارم. از بین رفتنِ تمامی بافت‌های پوست و لایه‌های زیرینِ آن حتی عضلات تا استخوان.

مراحل پیشرفت

## علایم عفونی شدن
دردناک شدن اطراف زخم، بدبو شدن زخم، عفونت زرد رنگ یا سبز رنگ ضخیم و تورم در اطراف آن از علایم و نشانه‌های عفونی شدن زخم بستر می‌باشد. تب، گیجی، افزایش ضربان قلب و ضعف جسمانی نیز از نشانه‌های پخش شدن عفونت در بدن می‌باشد.

## درمان
درمان این زخم‌ها به مراقبت زیادی نیاز دارد که چندین بخش مهم دارد. در درمان این بیماران تغذیه، جلوگیری از عفونت (شستشوی زخم با سرم)، استفاده از لگن بیمار مناسب و تغییر وضعیت بیمار به صورت مداوم اهمیت زیادی دارد. امروزه از روش‌های نوینی برای درمان این زخم‌ها استفاده می‌شود که تأثیر به سزایی در پیشرفت بهبودی آن‌ها دارد که به پانسمان‌های تخصصی معروف هستند. در این روش‌ها از پانسمان‌های پیش ساخته‌ای استفاده می‌شود که دارای نقره یا کربن (برای جلوگیری از عفونت و بوی نامطبوع زخم) یا مواد معدنی (که در رشد سلولی تأثیر دارند) می‌باشند. اگر زخم بستر خیلی عمیق باشد به درمان‌های دیگری مانند جراحی برای بهبود بافت مردهٔ زخم، درمان با استفاده از ساکشن برای حذف مایعات خروجی زخم بستر و اولتراسوند که یک روش پرتو درمانی است برای بهبود بیمار دارای زخم فشاری نیاز است. سرعت بهبود زخم‌ها به عوامل مختلفی بستگی دارد. با افزایش سن بیمار، بهبود یافتن زخم‌ها کندتر می‌شود. همچنین بیماری‌هایی چون دیابت و آرتریوسکلروز و بیماری‌های کاهندهٔ جریان خون، عفونت‌ها، سو تغذیه، مصرف دخانیات و استفاده از برخی داروها مانند داروهای ضدالتهاب باعث کاهش سرعت درمان زخم بستر می‌شوند.

### پانسمان
بررسی کاکرین در سال ۲۰۱۷ نشان داد هیچ‌کدام از درمان‌های فعلی، شامل داروهای موضعی و پانسمان قابل برتری دادن از یکدیگر نیستند. پانسمان‌های تعدیل‌کننده پروتئاز، پانسمان‌های فوم یا پماد کلاژناز ممکن است نسبت به گاز استریل در التیام زخم بهتر باشند. پانسمان زخم باید بر اساس زخم و وضعیت پوست اطراف زخم انتخاب شود. مطالعاتی وجود دارد که نشان می‌دهد محصولات ضد میکروبی که اپیتلیزه شدن را تحریک می‌کنند ممکن است بهبود زخم را تسریع بخشند؛ با این حال، توافق بین‌المللی در مورد انتخاب پانسمان برای زخم‌های بستر وجود ندارد. بررسی‌های کاکرین شواهد مربوط به پانسمان‌های آلژینات، پانسمان‌های فوم، و پانسمان‌های هیدروژل را برای درمان زخم بستر ارائه می‌کنند. به دلیل کمبود شواهد قوی، مزایای این پانسمان‌ها نسبت به سایر درمان‌ها نامشخص است.